# Yoshifumi Kondō
Pour les articles homonymes, voir Kondō.
Yoshifumi Kondō (近藤 喜文, Kondō Yoshifumi), né le 31 mars 1950 à Gosen et décédé le 21 janvier 1998 à Tachikawa, est un animateur membre du studio Ghibli.
Kondō a exercé durant sa carrière les métiers d'animateur clé, de chef animateur, de character designer, de réalisateur, de designer, etc. Il a réalisé le film d'animation Si tu tends l'oreille, et il était pressenti pour devenir l'un des principaux réalisateurs du studio Ghibli, aux côtés de Hayao Miyazaki et Isao Takahata, afin de devenir leur éventuel successeur.
Il est mort le 21 janvier 1998, à la suite d'une dissection aortique (ou d’un anévrisme). Sa mort semble être la principale raison de la première annonce de retraite de Hayao Miyazaki en 1998, bien que ce dernier soit ensuite revenu au studio Ghibli.

## Biographie
Yoshifumi Kondō est né à Gosen, dans la préfecture de Niigata, au Japon, le 31 mars 1950. Il étudie au lycée Muramatsu de la préfecture de Niigata en avril 1965, dans lequel il est également membre du club d'art. En avril 1968, il s'installe à Tokyo après avoir obtenu son diplôme d'études secondaires, et rejoint le département d'animation du Tokyo Design College. Le 1er octobre 1968, il commence à travailler chez A Production (anciennement Shin'ei Dōga), pour participer à la production de spectacles tels que Kyojin no hoshi et Lupin III. Kondō rejoint Nippon Animation en juin 1978, pour travailler à la production d'émissions telles que Conan, le fils du futur et Anne… la maison aux pignons verts.
En 1978, il co-écrit un manuel pour les animateurs débutants intitulé Animation Book (アニメーションの本  Animēshon no Hon). Il rejoint ensuite Telecom Animation Film le 16 décembre 1980, où il travaille comme créateur de personnages pour Sherlock Holmes. Le 16 mars 1985, Kondō démissionne de son poste et est hospitalisé pendant deux mois pour se faire soigner d'une pneumonie (自然気胸 (shizen kikyō)). Il devient ensuite contractuel pour Nippon Animation et rejoint le Studio Ghibli dès janvier 1987. En 1995, il fait ses débuts en tant que réalisateur avec le film Si tu tends l'oreille. Le 21 janvier 1998, il meurt subitement d'une dissection aortique à l'hôpital de la ville de Tachikawa à Tokyo à l'âge de 47 ans. Les médecins ont déclaré que l'anévrisme avait été provoqué par le surmenage.

## Animateur
- 1968 : Kyojin no hoshi (巨人の星?) Star of the Giants (série télévisée) - Animateur-clé
- 1971-72 : Lupin III (ルパン三世, [Rupan Sansei]?) (série télévisée) - Animateur-clé
- 1972-74 : Dokonjō Gaeru (ど根性ガエル?) The Gutsy Frog (en) (série télévisée) - Animateur-clé
- 1972 : Panda Petit Panda (パンダ・コパンダ, [Panda Kopanda]?) (film) - Animateur-clé
- 1973 : Panda Petit Panda (パンダ・コパンダ 雨降りサーカスの巻, [Panda-Kopanda: amefuri circus no maki]?) (film) - Animateur-clé
- 1975 : Gamba no Bōken (ガンバの冒険?) Gamba no Bouken (en) (série télévisée) - Animateur clé
- 1977 : Manga Nippon mukashi banashi (まんが日本昔ばなし（第2期?) (série télévisée) - Animation
- 1977 : Sōgen no ko tenguri (草原の子テングリ?) Sōgen no ko tenguri (CM) - Dessin
- 1978 : Conan le fils du futur (未来少年コナン, [Mirai shōnen Conan]?) (série télévisée) - Animateur clé
- 1977-1978 : Ore wa Teppei (おれは鉄兵?) My Name Is Teppei (en) (série télévisée) - Scénarimageur (ep 19)
- 1979 : Anne… la maison aux pignons verts (赤毛のアン, [Akage no An]?) (série télévisée) - Character designer, chef animateur
- 1980 : Tom Sawyer (トム・ソーヤーの冒険, [Tomu Sōyā no Bōken]?) (série télévisée) - Animateur clé
- 1984-85 : Sherlock Holmes (名探偵ホームズ, [Meitantei Hōmuzu]?) (série télévisée) - Animateur clé
- 1986 : Pollyanna (愛少女ポリアンナ物語, [Ai Shōjo Porianna Monogatari]?) (série télévisée) - Animateur clé
- 1987 : Les Quatre Filles du docteur March (愛の若草物語, [Ai no wakakusa monogatari]?) (série télévisée) - Character designer
- 1988 : Le Tombeau des lucioles (火垂るの墓, Hotaru no haka?) (film) - Character designer, chef animateur
- 1989 : Kiki la petite sorcière (魔女の宅急便, Majo no takkyūbin?) (film) - Chef animateur
- 1991 : Souvenirs goutte à goutte (おもひでぽろぽろ, Omoide poro poro?) (film) - Character designer, chef animateur
- 1992 : Porco Rosso (紅の豚, Kurenai no Buta?) (film) - Animateur-clé
- 1993 : Je peux entendre l'océan (海がきこえる, Umi ga kikoeru?) (film) - Animateur-clé
- 1994 : Pompoko (平成狸合戦ぽんぽこ, Heisei tanuki gassen ponpoko?) (film) - Animateur-clé
- 1997 : Princesse Mononoké (もののけ姫, Mononoke Hime?) (film) - Chef animateur

## Réalisateur
- 1984 : Little Nemo : Les Aventures au pays de Slumberland (ニモ, [Nimo]?) (film pilote)
- 1995 : Si tu tends l'oreille (耳をすませば, Mimi o sumaseba?) (film)